# Марково (Курская область)
Марково — село в Глушковском районе Курской области. Входит в состав Марковского сельсовета.

## География
Село находится на реке Сейм и её притоке Быстряк, в 4,5 км от российско-украинской границы, в 130 км к юго-западу от Курска, в 19 км к северо-западу от районного центра — посёлка городского типа Глушково, в 6,5 км от центра сельсовета — села Дроновка.
Улицы
В селе улицы: 8 Марта, Базарная, Заводская, Колхозная, Набережная, Новая, Октябрьская, Почтовая, Садовая, Советская, Школьная и Шоссейная.
Климат
Марково, как и весь район, расположено в поясе умеренно континентального климата с тёплым летом и относительно тёплой зимой (Dfb в классификации Кёппена).
Часовой пояс
Село Марково, как и вся Курская область, находится в часовой зоне МСК (московское время). Смещение применяемого времени относительно UTC составляет +3:00.

## История
В 1651 году деревня Маркова получила статус села в связи с постройкой Николаевской церкви.

## Население
| 2002 | 2010 |
| ---- | ---- |
| 707  | ↘520 |

## Инфраструктура
Личное подсобное хозяйство. Отделение почтовой связи № 307475. Марковская средняя школа. В селе 368 домов.

## Транспорт
Марково находится в 4 км от автодороги регионального значения 38К-040 (Хомутовка — Рыльск — Глушково — Тёткино — граница с Украиной), на автодорогe межмуниципального значения 38Н-123 (Карыж — ст. Неониловка возле одноимённого села — граница с Украиной), в 9 км от ближайшего ж/д остановочного пункта Неониловка (линия Хутор-Михайловский — Ворожба). Остановка общественного транспорта.
В 176 км от аэропорта имени В. Г. Шухова (недалеко от Белгорода).

## Достопримечательности
- Памятник в честь погибших односельчан
- Никольская церковь